# The Bad Touch
The Bad Touch – singel zespołu Bloodhound Gang wydany dwukrotnie: w 1999 i 2000, promujący album Hooray for Boobies. Wydane zostały dwie wersje singla.

## Spis utworów

### Wersja singlowa[2]
1. "The Bad Touch" (LP)
2. "The Bad Touch" (God Lives Underwater Mix)
3. "The Bad Touch" (K.M.F.D.M. Mix)
4. "Along Comes Mary" (Bloodhound Gang Mix)
5. "Kiss Me Where It Smells Funny" (wideo)

### Wersjamaxi single[3]
1. "The Bad Touch" (4:20)
2. "The Bad Touch" (Underpants with parents making kids so nice)(4:47)
3. "The Bad Touch" (Eiffel 65 Mix) (4:28)
4. "The Bad Touch" (Rollergirl Mix) (5:59)
5. "The Bad Touch (God Lives Underwater Mix) 	4:23